# Медведкинское сельское поселение
Медведкинское се́льское поселе́ние — муниципальное образование в Горнозаводском районе Пермского края Российской Федерации.
Административный центр — рабочий посёлок Медведка.

## История
Статус и границы сельского поселения установлены Законом Пермской области от 10 ноября 2004 года № 1733-354 «Об утверждении границ и о наделении статусом муниципальных образований Горнозаводского района Пермского края»

## Население
| 2010 | 2012 | 2013 | 2014 | 2015 | 2016 | 2017 |
| ---- | ---- | ---- | ---- | ---- | ---- | ---- |
| 1046 | ↘991 | ↘959 | ↘941 | ↘885 | ↘834 | ↘796 |
| 2018 |      |      |      |      |      |      |
| ↘768 |      |      |      |      |      |      |

## Состав сельского поселения
| № | Населённый пункт | Тип населённого пункта                  | Население |
| - | ---------------- | --------------------------------------- | --------- |
| 1 | Медведка         | рабочий посёлок, административный центр | ↘272      |
| 2 | Нововильвенский  | рабочий посёлок                         | ↘30       |
| 3 | Средняя Усьва    | посёлок                                 | ↘431      |